# Жан Пікар
Жан Піка́р (фр. Jean-Felix Picard; 21 липня 1620 — 12 липня 1682) — французький астроном; першим точно визначив довжину одного градуса дуги меридіана і встановив розмір Землі.
Свої вимірювання абат Пікар провів впродовж 1669—1670 років на широті Парижа. Отримана ним довжина одного градуса дуги меридіана становила приблизно (використовуючи сучасні одиниці) 110,46 км. Для радіуса Землі Пікар отримав значення 6328,9 км. Сучасні вимірювання дають значення 6357 км.
Для вшанування пам'яті Пікара в передмістях Парижа споруджені дві піраміди, що позначають місця, між якими він робив вимірювання.
На честь Жана Пікара названо кратер Пікар на Місяці.